# Elecciones federales de 1994 en Baja California Sur
Las Elecciones federales en Baja California Sur de 1994 se llevaron a cabo el domingo 21 de agosto de 1994, renovándose los titulares de los siguientes cargos de elección popular del estado mexicano de Baja California Sur:
Diputados Federales de Baja California Sur. Dos de ellos electos por mayoría relativa, elegidos en cada uno de los Distritos electorales, mientras que los otros son elegidos mediante representación proporcional. 
Senadores de Baja California Sur. Dos de ellos electos por mayoría relativa, uno electo por primera minoría, elegidos en una elección a nivel estatal. 
En esta elección no se presentó ninguna coalición.

## Resultados

### Presidente de la República
|  | 55.13 % |

|  | 32.29 % |

|  | 6.51 % |

|  | 2.69 % |

|  | 0.54 % |

|  | 0.39 % |

|  | 0.27 % |

|  | 0.22 % |

|  | 0.17 % |

|  | 0.02 % |

|  | 98.22 % |

|  | 1.78 % |

|  | 100.00 % |

|  | 67.18 % |

#### Resultados por Distrito Federal
|  | 53.38 % |

|  | 35.52 % |

|  | 6.14 % |

|  | 1.66 % |

|  | 1.36 % |

|  | 55.99 % |

|  | 30.70 % |

|  | 6.70 % |

|  | 3.19 % |

|  | 1.69 % |

|  | 55.13 % |

|  | 32.29 % |

|  | 6.51 % |

|  | 2.69 % |

|  | 1.58 % |

#### Resultados por Municipio
|  | 54.13 % |

|  | 31.92 % |

|  | 8.29 % |

|  | 1.96 % |

|  | 1.67 % |

|  | 56.46 % |

|  | 29.99 % |

|  | 6.81 % |

|  | 3.34 % |

|  | 1.73 % |

|  | 57.72 % |

|  | 37.07 % |

|  | 1.91 % |

|  | 0.89 % |

|  | 0.40 % |

|  | 54.40 % |

|  | 33.08 % |

|  | 6.30 % |

|  | 2.68 % |

|  | 1.58 % |

|  | 51.04 % |

|  | 40.71 % |

|  | 3.93 % |

|  | 1.40 % |

|  | 1.14 % |

|  | 55.13 % |

|  | 32.29 % |

|  | 6.51 % |

|  | 2.69 % |

|  | 1.58 % |

### Senado de la República
|  | 57.15 % |

|  | 31.52 % |

|  | 5.20 % |

|  | 1.86 % |

|  | 0.72 % |

|  | 0.52 % |

|  | 0.47 % |

|  | 0.28 % |

|  | 0.25 % |

|  | 0.03 % |

|  | 98.01 % |

|  | 1.99 % |

|  | 100.00 % |

|  | 78.91 % |

#### Resultados por Distrito Federal
|  | 54.72 % |

|  | 34.99 % |

|  | 5.10 % |

|  | 1.20 % |

|  | 1.84 % |

|  | 58.34 % |

|  | 29.82 % |

|  | 5.25 % |

|  | 2.19 % |

|  | 2.44 % |

|  | 57.15 % |

|  | 31.52 % |

|  | 5.20 % |

|  | 1.86 % |

|  | 2.24 % |

#### Resultados por Municipio
|  | 54.49 % |

|  | 32.10 % |

|  | 7.06 % |

|  | 1.44 % |

|  | 2.43 % |

|  | 59.21 % |

|  | 28.94 % |

|  | 5.28 % |

|  | 2.23 % |

|  | 2.49 % |

|  | 57.58 % |

|  | 38.61 % |

|  | 1.07 % |

|  | 0.34 % |

|  | 0.52 % |

|  | 55.41 % |

|  | 32.83 % |

|  | 5.15 % |

|  | 2.05 % |

|  | 2.26 % |

|  | 54.34 % |

|  | 38.56 % |

|  | 3.10 % |

|  | 1.03 % |

|  | 1.25 % |

|  | 57.15 % |

|  | 31.52 % |

|  | 5.20 % |

|  | 1.86 % |

|  | 2.24 % |

### Diputados federales
|  | 55.92 % |

|  | 32.57 % |

|  | 5.24 % |

|  | 1.80 % |

|  | 0.72 % |

|  | 0.51 % |

|  | 0.41 % |

|  | 0.33 % |

|  | 0.31 % |

|  | 0.25 % |

|  | 0.02 % |

|  | 97.83 % |

|  | 2.17 % |

|  | 100.00 % |

|  | 77.90 % |

Distrito Federal 01 (La Paz)
|  | 57.67 % |

|  | 30.38 % |

|  | 5.20 % |

|  | 2.14 % |

|  | 0.83 % |

|  | 0.50 % |

|  | 0.47 % |

|  | 0.39 % |

|  | 0.33 % |

|  | 0.02 % |

|  | 97.94 % |

|  | 2.06 % |

|  | 78.54 % |

#### Distrito Federal 02(Santa Rosalía)
|  | 52.31 % |

|  | 37.10 % |

|  | 5.30 % |

|  | 1.09 % |

|  | 0.54 % |

|  | 0.49 % |

|  | 0.27 % |

|  | 0.27 % |

|  | 0.20 % |

|  | 0.02 % |

|  | 97.60 % |

|  | 2.40 % |

|  | 76.61 % |

#### Resultados por Distrito Federal
|  | 52.31 % |

|  | 37.10 % |

|  | 5.30 % |

|  | 1.09 % |

|  | 1.77 % |

|  | 57.67 % |

|  | 30.38 % |

|  | 5.20 % |

|  | 2.19 % |

|  | 2.53 % |

|  | 55.92 % |

|  | 32.57 % |

|  | 5.24 % |

|  | 1.80 % |

|  | 2.28 % |

#### Resultados por Municipio
|  | 52.79 % |

|  | 33.77 % |

|  | 7.46 % |

|  | 1.30 % |

|  | 2.16 % |

|  | 58.30 % |

|  | 29.73 % |

|  | 5.23 % |

|  | 2.20 % |

|  | 2.59 % |

|  | 53.19 % |

|  | 42.98 % |

|  | 0.89 % |

|  | 0.28 % |

|  | 0.42 % |

|  | 55.50 % |

|  | 32.63 % |

|  | 5.11 % |

|  | 1.91 % |

|  | 2.34 % |

|  | 51.32 % |

|  | 40.82 % |

|  | 3.04 % |

|  | 0.99 % |

|  | 1.53 % |

|  | 55.92 % |

|  | 32.57 % |

|  | 5.24 % |

|  | 1.80 % |

|  | 2.28 % |